# The Scarlet Tour
The Scarlet Tour è il secondo tour musicale della cantante statunitense Doja Cat, a supporto del suo quarto album in studio Scarlet (2023).

## Scaletta
1. WYM Freestyle
2. Demons
3. Tia Tamera
4. Shutcho
5. Agora Hills
6. Attention
7. Often
8. Red Room (cover degli Hiatus Kaiyote)
9. Balut
10. Gun
11. Ain't Shit
12. Woman
13. Say So
14. Get into It (Yuh)
15. Need to Know
16. Kiss Me More
17. Paint the Town Red
18. Streets
19. Fuck the Girls (FTG)
20. 97
21. Can't Wait
22. Go Off
23. Ouchies
24. Wet Vagina

## Date del tour
| Data             | Città               | Stato        | Luogo                    | Artisti d'apertura |
| Nord America     | Nord America        | Nord America | Nord America             | Nord America       |
| ---------------- | ------------------- | ------------ | ------------------------ | ------------------ |
| 31 ottobre 2023  | San Francisco       | Stati Uniti  | Chase Center             | Doechii            |
| 2 novembre 2023  | Los Angeles         | Stati Uniti  | Crypto.com Arena         | Doechii            |
| 3 novembre 2023  | Paradise            | Stati Uniti  | T-Mobile Arena           | Doechii            |
| 5 novembre 2023  | San Diego           | Stati Uniti  | Viejas Arena             | Doechii            |
| 6 novembre 2023  | Anaheim             | Stati Uniti  | Honda Center             | Doechii            |
| 8 novembre 2023  | Phoenix             | Stati Uniti  | Footprint Center         | Doechii            |
| 10 novembre 2023 | Denver              | Stati Uniti  | Ball Arena               | Doechii            |
| 13 novembre 2023 | Austin              | Stati Uniti  | Moody Center             | Doechii            |
| 15 novembre 2023 | Houston             | Stati Uniti  | Toyota Center            | Doechii            |
| 16 novembre 2023 | Dallas              | Stati Uniti  | American Airlines Center | Doechii            |
| 19 novembre 2023 | Atlanta             | Stati Uniti  | State Farm Arena         | Doechii            |
| 21 novembre 2023 | Miami               | Stati Uniti  | Kaseya Center            | Ice Spice          |
| 24 novembre 2023 | Tampa               | Stati Uniti  | Amalie Arena             | Doechii            |
| 26 novembre 2023 | Charlotte           | Stati Uniti  | Spectrum Center          | Ice Spice          |
| 27 novembre 2023 | Washington, D.C.    | Stati Uniti  | Capital One Arena        | Ice Spice          |
| 29 novembre 2023 | New York City       | Stati Uniti  | Barclays Center          | Ice Spice          |
| 30 novembre 2023 | Newark              | Stati Uniti  | Prudential Center        | Ice Spice          |
| 2 dicembre 2023  | Boston              | Stati Uniti  | TD Garden                | Ice Spice          |
| 4 dicembre 2023  | Columbus            | Stati Uniti  | Nationwide Arena         | Ice Spice          |
| 7 dicembre 2023  | Minneapolis         | Stati Uniti  | Target Center            | Ice Spice          |
| 8 dicembre 2023  | Omaha               | Stati Uniti  | CHI Health Center        | Ice Spice          |
| 10 dicembre 2023 | Detroit             | Stati Uniti  | Little Caesars Arena     | Ice Spice          |
| 11 dicembre 2023 | Toronto             | Canada       | Scotiabank Arena         | Ice Spice          |
| 13 dicembre 2023 | Chicago             | Stati Uniti  | United Center            | Ice Spice          |
| Europa           |                     |              |                          |                    |
| 11 giugno 2024   | Glasgow             | Regno Unito  | OVO Hydro                | Hemlocke Springs   |
| 12 giugno 2024   | Birmingham          | Regno Unito  | Resorts World Arena      | Hemlocke Springs   |
| 14 giugno 2024   | Londra              | Regno Unito  | The O2 Arena             | Hemlocke Springs   |
| 15 giugno 2024   | Newcastle upon Tyne | Regno Unito  | Utilita Arena            | Hemlocke Springs   |
| 17 giugno 2024   | Londra              | Regno Unito  | The O2 Arena             | Hemlocke Springs   |
| 19 giugno 2024   | Amsterdam           | Paesi Bassi  | Ziggo Dome               | Hemlocke Springs   |
| 21 giugno 2024   | Parigi              | Francia      | Accor Arena              | Hemlocke Springs   |